# Mentawai-eilanden
De Mentawai-eilanden (Bahasa Indonesia: Kepulauan Mentawai) liggen ongeveer 100 kilometer uit de kust van West-Sumatra, Indonesië.
Van Noord naar Zuid liggen hier Siberut, Sipora, Pagai Utara (Noord-Pagai), Pagai Selatan (Zuid-Pagai), Sanding en Mega.
Ze behoren tot de provincie West-Sumatra en vormen een regentschap (kabupaten). De hoofdstad van het regentschap is Tua Pejat.
Het regentschap is onderverdeeld in vier onderdistricten (kecamatan):
- Pagai Utara Selatan (de eilanden Noord- en Zuid-Pagai)
- Sipora (regentschap) (het eiland Sipora)
- Siberut Selatan (zuidelijk deel van het eiland Siberut)
- Siberut Utara (noordelijk deel van het eiland Siberut)

## Geografie

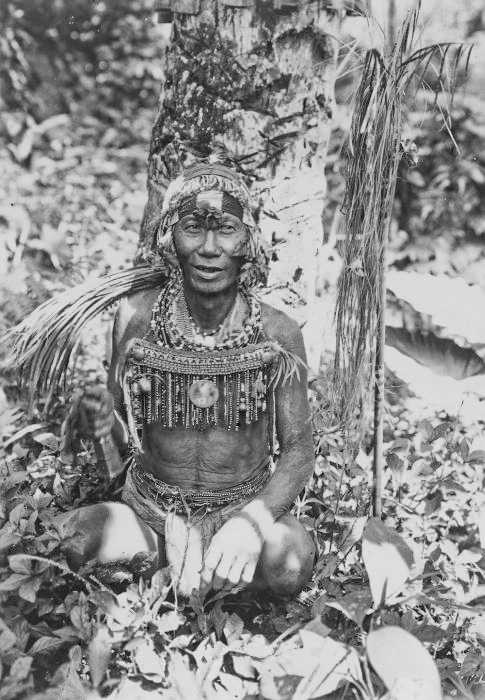
Mentawai-medicijnman

De Mentawai-archipel heeft vier bewoonde eilanden.

Siberut, met als belangrijkste stad Muara Siberut, recht tegenover de havenstad Padang, is het grootste (4480 km²). De drie andere bewoonde eilanden zijn Sipora (845 km²), en Noord- en Zuid-Pagai (samen 1675 km²).

Het inwonertal ligt omstreeks 65.000. De bewoners van de eilanden worden Mentawai genoemd (hoewel niet door henzelf, zie hieronder).

## Geschiedenis
Al in 1600 werd van Pagai melding gemaakt door Nederlandse scheepvaarders. De Pagai-eilanden werden in die tijd de Nassau-eilanden genoemd. Een paar jaar later, toen een VOC-schip een andere op drift geraakte Oost-Indiëvaarder met 160 epidemische gevallen aan boord ontmoette, werd Sipora "Goe Fortuyn" genoemd. Toen al werd Siberut Mantana of Mintaon genoemd, namen die terug te voeren zijn tot het Mentawaise woord voor "mens": manteu.

## Oorspronkelijke levenswijze

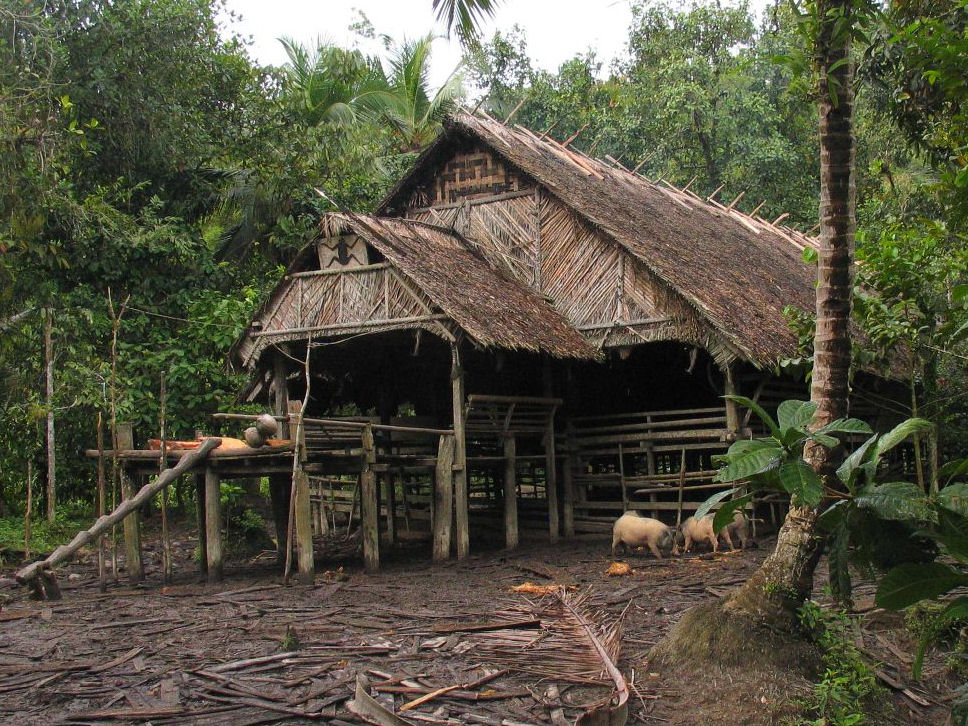
Een traditionele Mentawaise Uma

Van oorsprong leven de Mentawai voornamelijk van het land. Ze verbouwen sago, taro, kokosnoten, knollen en bananen maar houden ook kippen en varkens. Men jaagt en vist ook. De werkzaamheden zijn verdeeld over de mannen en vrouwen, er is geen arbeidsspecialisatie. De Mentawai hebben geen leiders en geen slaven.
De Mentawai-samenleving is georganiseerd in clan-groepen van ongeveer tien families, die in een gezamenlijk clanhuis (uma) wonen. Deze clanhuizen worden langs de rivier gebouwd en liggen op onregelmatige afstanden van elkaar. Omdat er weinig paden of wegen zijn, is de kano het belangrijkste vervoermiddel. De kano's worden gebruikt om de oogst van de plantages naar de huizen te vervoeren of om buren in de aangrenzende valleien te bezoeken.
Mentawai staan ook bekend om hun tatoeages over het gehele lichaam. Zo rond het zestiende of zeventiende levensjaar (als de lichaamsgroei stopt) worden de eerste tatoeages aangebracht. Het tatoeëren van het hele lichaam kan jaren duren omdat het proces pijnlijk is en niet in één keer gedaan kan worden. Mannen zowel als vrouwen worden getatoeëerd. Patronen bestaan uit lijnen, stippen en plant- en dierfiguren (zoals apen en herten).

De Indonesische overheid heeft geprobeerd de Mentawai het tatoeëren te verbieden maar is hierin niet helemaal geslaagd.

## Flora en fauna
De eilanden zijn sinds het Pleistoceen gescheiden van Sumatra, wat heeft geresulteerd in ten minste twintig endemische soorten planten en dieren. Hieronder zijn zes primatensoorten: de dwergsiamang, mentawaimakaak, mentawailangoer, varkensstaartlangoer, Macaca siberu en Presbytis siberu. Al deze soorten zijn bedreigde diersoorten door habitatverlies door boskap en door de jacht op deze soorten.

## Diversen
De meeste Mentawai zijn tegenwoordig christelijk, op een handjevol na die diep in het binnenland wonen en de oorspronkelijke tradities in ere houden.
Een groot deel van Siberut is beschermd natuurgebied geworden en kan ook (bijna?) niet bezocht worden. In het zuiden hebben (vooral) Australiërs een surf-resort opgezet omdat daar de omstandigheden voor surfen uitstekend zijn.